# NGC 1178
NGC 1178 – gwiazda o jasności około 13m, znajdująca się w gwiazdozbiorze Perseusza, widoczna na niebie w pobliżu galaktyki NGC 1175. Skatalogował ją Guillaume Bigourdan 17 grudnia 1884 roku jako obiekt typu „mgławicowego”, lecz popełnił błąd w odległości biegunowej wielkości 1°.